# كيث نيوتن (قسيس)
كيث نيوتن (بالإنجليزية: Keith Newton)‏ هو قسيس بريطاني، ولد في 10 أبريل 1952 في ليفربول في المملكة المتحدة.